# Brunswick (Maine)
Brunswick is een plaats (town) in de Amerikaanse staat Maine, en valt bestuurlijk gezien onder Cumberland County.

## Demografie
Bij de volkstelling in 2000 werd het aantal inwoners vastgesteld op 21.172.

## Geografie
Volgens het United States Census Bureau beslaat de plaats een oppervlakte van
140,4 km², waarvan 121,2 km² land en 19,3 km² water. Brunswick ligt op ongeveer 17 m boven zeeniveau.

## Plaatsen in de nabije omgeving
De onderstaande figuur toont nabijgelegen plaatsen in een straal van 16 km rond Brunswick.